# Raymonde Godin
Raymonde Godin (Montreal, 23 de dezembro de 1930 - 31 de janeiro de 2023) foi uma pintora canadense.
Seu trabalho encontra-se incluído nas coleções do Musée national des beaux-arts du Québec, do Musée d'art de Joliette e da Galeria Nacional do Canadá.